# De mannetjesmaker
De mannetjesmaker is een Nederlandse film uit 1983 van Hans Hylkema. Het is gebaseerd op een waargebeurd verhaal en geschreven door Hans Hylkema en Ton Vorstenbosch.
De film gaat over Ben Mertens (in werkelijkheid Ben Korsten), een PR-medewerker die een aantal KVP-politici terzijde stond tijdens hun politieke beklimming naar de landelijke top. Tijdens Mertens' werkzaamheden raakt hij verslaafd aan morfine, wat uiteindelijk ook zijn einde in zou leiden.
Diverse namen werden uit veiligheidsoverwegingen maar ook wegens auteursrechten veranderd voor de film.

## Rolverdeling
| Acteur                | Personage       |
| --------------------- | --------------- |
| Gerard Thoolen        | Ben Mertens     |
| Celia Nufaar          | Mieke Mertens   |
| Carol van Herwijnen   | Dokter          |
| Johan Ooms            | Jan van Egeraat |
| Niek Pancras          | John            |
| Allard van der Scheer | Hans de Jager   |